# Petalas
La isla Petalas (en griego: Πεταλάς) es la más grande (con un área de 5,4 km²) de las islas Equínadas, en el grupo de islas Jónicas de Grecia. Algunos autores, incluyendo Leake, han conjeturado que Petalas es la antigua Duliquio, de la cual según los informes de la Ilíada 40 barcos navegaban a Troya, pero Estrabón y la mayoría de los autores modernos prefieren la identificación de Duliquio con Makri, una isla cercana. Petalas es de propiedad privada y recientemente se ha puesto a la venta.